# Panathinaikos AO (szachy)
Panathinaikos AO – grecki klub szachowy z siedzibą w Atenach, sekcja Panathinaikos AO, dwukrotny mistrz kraju.

## Historia
Sekcja szachowa Panathinaikos AO powstała w 1948 roku, jednak już w 1950 roku została rozwiązana. Reaktywowano ją w 1959 roku. W latach 60. i 70. klub był czołowym szachowym klubem w Grecji. W 1970 roku klub wygrał pierwszą edycję Alpha Ethniki, przed SO Iliupoli i ES Saloniki. Rok później obronił tytuł. W latach 1973–1974 zespół zdobył Puchar Grecji. W latach 80. sekcja podupadła na znaczeniu, ostatni raz w rozgrywkach ligowych uczestnicząc w 1990 roku. W 2020 roku szachowa sekcja Panathinaikos AO została reaktywowana. W 2024 roku klub awansował do Beta Ethniki.